# 忘れ得ぬ君
「忘れ得ぬ君」（わすれえぬきみ）は、ザ・テンプターズの楽曲で、デビュー・シングル。1967年10月25日に発売。
オリコンがチャート発表を開始する以前に発売された。
神無月によってカヴァーされた（2008年発売の近田春夫&ハルヲフォンのアルバム『リメンバー・グループ・サウンズ』に収録）。

## 収録曲
1. 忘れ得ぬ君 (2:49) ソロ：松崎由治
  - 作詞・作曲:松崎由治
2. 今日を生きよう (Let's live for today) (2分54秒) ソロ：萩原健一
  - 作詞・作曲：Magol-Shapiro-Julien／訳詞:なかにし礼
    - グラス・ルーツのカバー。